# Trattato di Spira (1209)
Il trattato di Spira fu stipulato nel 1209 da Ottone IV di Brunswick, nella città libera di Spira, l'attuale Speyer in Germania. Questo accordo è stato sviluppato a seguito dell'appello lanciato da papa Innocenzo III per l'organizzazione di una Crociata contro i Catari (o Albigesi) nel sud della Francia. L'accordo sancì la rinuncia dell'imperatore Ottone IV a rivendicare la sovranità sui territori controllati dal Papa. Tuttavia, nel 1210, Ottone IV disattese l'accordo, invase il Patrimonio e occupò alcuni territori del Regno di Sicilia, arrivando a rivendicarne la corona. Queste azioni portarono ad una scomunica da parte del Papa, che segnò l'inizio del declino per l'imperatore tedesco.